# La Source (Ballett)

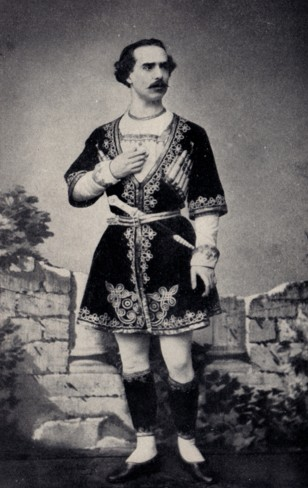
Louis Mérante als Djémil in La Source, Paris 1866

La Source („die Quelle“) oder Naïla die Quellenfee ist ein fantastisches Ballett von Arthur Saint-Léon über ein Libretto von Charles Nuitter, das 1866 in Paris uraufgeführt wurde. Die Musik entstand als Gemeinschaftsarbeit von Ludwig Minkus und Léo Delibes.

## Aufführungsgeschichte

### Entstehung und Originalproduktion

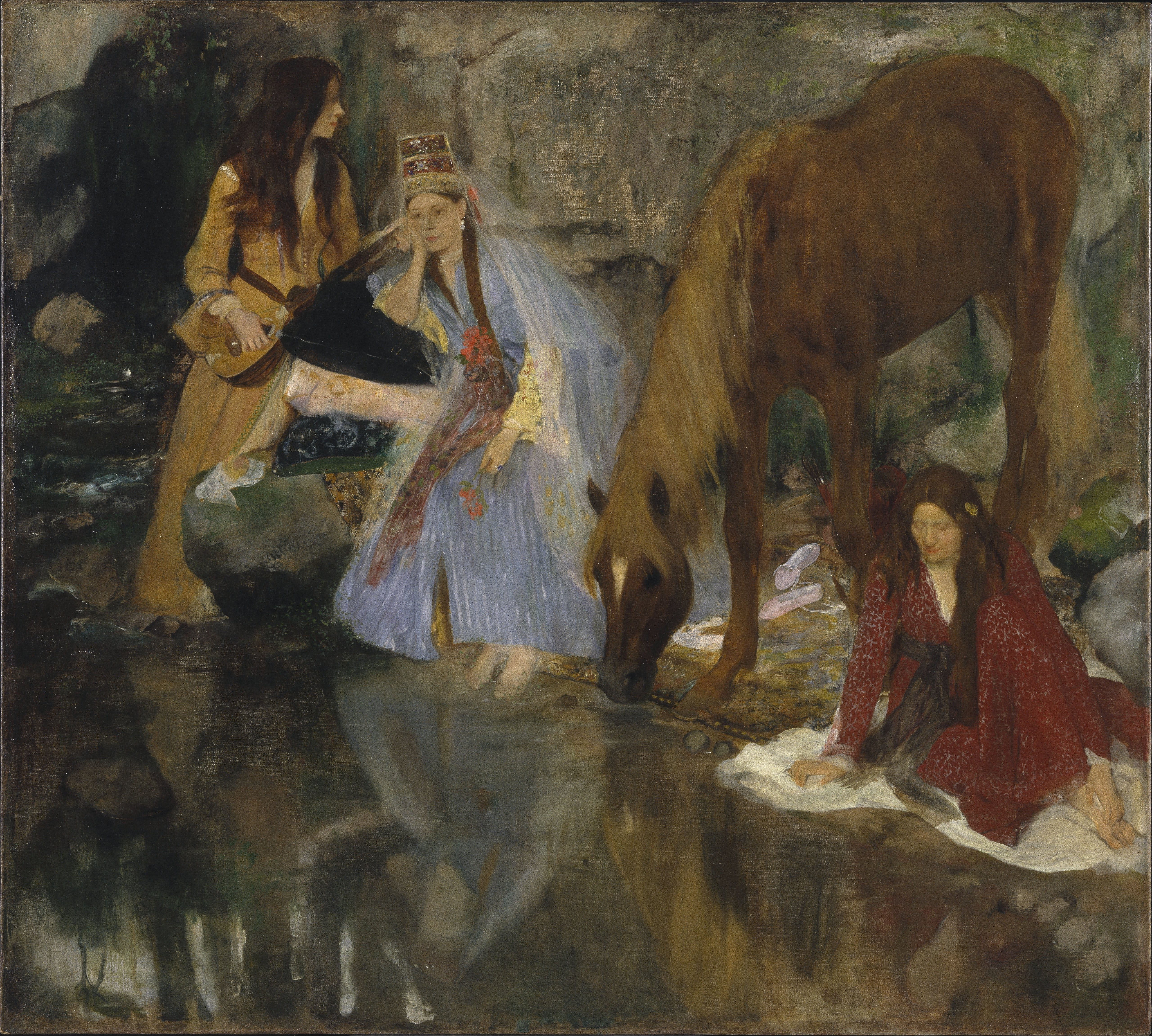
Edgar Degas: Portrait von Mlle Fiocre im Ballett ‘La Source’, 1867–68

Das Ballett entstand im Auftrag von Emile Perrin, dem Leiter der Pariser Opéra. Es huldigt sowohl der romantischen Vorliebe für Naturgeister (ähnlich wie La Sylphide, Ondine u. a.), als auch für das Exotische und den Orientalismus (wie Le Corsaire oder La Bayadère); das märchenhafte Libretto basiert auf einer persischen Legende.
Ursprünglich war die Ballerina Adèle Grantzow für die Titelrolle der Quellnymphe Naïla ausersehen, diese musste aber wegen einer Verletzung absagen (später hatte sie großen Erfolg in der Rolle). In der Uraufführung am 12. November 1866 in der Salle Le Peletier tanzten Guglielmina Salvioni als Naïla, Eugénie Fiocre als Nouredda und Louis Mérante als Djémil.
Eugénie Fiocre war die erste Tänzerin, die kurze Zeit später von Edgar Degas gemalt wurde, in einem Gemälde, das von dem Ballett La Source inspiriert ist (siehe Abbildung).
Das Ballett war sehr erfolgreich und erlebte 73 Aufführungen bis 1876. Es wurde auch zur Eröffnung der neu erbauten Opéra Garnier im Jahr 1875 gegeben, sowie bei einem Staatsbesuch des damaligen Schah von Persien.

### Die Musik
Ungewöhnlicherweise waren von vornherein zwei Komponisten vorgesehen: Ludwig Minkus, der bereits mit dem Choreografen Saint-Léon in Russland zusammengearbeitet hatte, und der junge Léo Delibes, auf den man wahrscheinlich wegen der Ballettmusik zu Meyerbeers letzter Oper L’Africaine (1865) aufmerksam geworden war. Minkus schrieb die Musik zur ersten und letzten Szene von La Source, während Delibes die beiden mittleren Szenen 2 und 3 vertonte.
Die Musik der beiden Komponisten ist sehr unterschiedlich, ergänzt sich aber in interessanter Weise. Bei dem sehr melodiösen und ausdrucksvollen Stil von Minkus sind auch russische Einflüsse zu hören, während Delibes wie in seinen späteren Partituren eher durch einen sehr französischen und geradezu vor-impressionistischen Klangsinn auffällt. Dies wurde auch damals so empfunden und nach der Premiere schrieb ein Kritiker der Zeitung La France Musicale:

„Der Stil der beiden Komponisten ist vollkommen verschieden und schon beim ersten Hören leicht erkennbar. Monsieur Minkus’ Musik hat einen duftigen, schwermütigen und melancholischen Charakter, voller Grazie und Wehmut. Die von Monsieur Delibes, frischer und rhythmischer, ist viel komplizierter in der Orchestrierung, und manchmal ein bisschen gewöhnlicher. Ich sollte hinzufügen, dass der stilistische Unterschied vollkommen gerechtfertigt ist durch den kontrastierenden Charakter der beiden Teile des Ballettes.“

Für Delibes war sein Beitrag zu La Source der Durchbruch, der ihm den Weg bahnte zu seiner nächsten Zusammenarbeit mit Saint-Léon und Nuitter, seinem bis heute berühmtesten Ballett Coppélia (1870).
Das bekannteste Stück aus der ursprünglichen Partitur ist Delibes’ sogenannter „Naïla-Walzer“ (Valse de Naïla), den er ein Jahr später (1867) zu dem berühmten Pas des fleurs für eine Wiederaufführung von Adolphe Adams Ballett Le Corsaire ausbaute. Die Valse de Naïla soll jedoch gar nicht in La Source verwendet worden sein. Auszüge aus Delibes’ Musik werden immer wieder von verschiedenen Dirigenten und Orchestern in Sammelprogrammen eingespielt. Eine Gesamtaufnahme machte bisher (Stand 2020) nur Richard Bonynge (siehe unten).

### Spätere Produktionen
Das Ballett wurde 1869 zum ersten Mal in Sankt Petersburg gezeigt, in der Choreografie von Saint-Léon und unter dem neuen Titel Le Lys („die Lilie“). 1876 brachte es der italienische Ballettmeister Cesare Marzagora in Mailand heraus (als La Sorgente). Nach Wien kam La Source im Jahr 1878, unter dem Titel Naïla die Quellenfee.
In Russland blieb das Ballett noch länger im Repertoire. Der berühmte Vaslav Nijinsky hatte seinen ersten großen Auftritt als Solist des kaiserlichen Mariinski-Theaters 1907 in La Source, mit Julia Sedova als Partnerin.
Agrippina Vaganovas erste große Rolle als Ballerina war die Naïla in La Source, mit der sie 1911 debütierte. Als Choreografin brachte Vaganova 1925 das komplette Ballett in einer neuen Version auf die Bühne.

### Balanchines „La Source“
George Balanchine kreierte 1968 ein Ballett names La Source für Violette Verdy und John Prinz. Balanchine verwendete nur wenige Ausschnitte aus Delibes’ Partitur zu dem hier besprochenen Ballett La Source (insbesondere die Valse de Naïla) und ergänzte diese mit dem Pas de deux aus Delibes’ Sylvia (1876), den er bereits 1950 choreografiert und 1965 zu einem Divertissement erweitert hatte. Balanchines Ballett ist nach wie vor im Repertoire des New York City Ballet. Es dauert nur knapp eine halbe Stunde und hat nichts mit dem Original von Saint Léon zu tun.

### Version von Bart 2011
Nach einer langen Phase des Vergessens erarbeitete Jean‐Guillaume Bart 2011 eine neue Version von La Source für die Opéra National de Paris. Die Kostüme entwarf der Modeschöpfer Christian Lacroix, das karge Bühnenbild mit Stricken, die von oben herabhängen, stammte von Eric Ruf. Barts Choreografie ist eine Mischung aus klassischen und neueren Elementen; pantomimische Szenen, wie sie im Ballett des 19. Jahrhunderts üblich waren, reduzierte er auf ein Minimum. Außerdem veränderte er sowohl die (komplexe) Originalhandlung, als auch die Partitur: die Musik von Minkus wurde etwas gekürzt, außerdem Musik von Delibes aus späteren Werken wie Lakmé und Kassya (1893) eingefügt. Die Musik wurde außerdem „neu orchestriert“ von Marc-Olivier Dupin. Es gibt einen Film dieser Version mit Ludmila Pagliero (Naïla), Karl Paquette (Djémil) und Isabelle Ciaravola (Nouredda).

## Personen
- Naïla, eine Quellnymphe
- Nouredda
- Djémil
- Morgab, eine Zigeunerin
- Zaël, Kobold
- Mozdock, Bruder von Nouredda
- der Khan
- Dadjé, Favoritin des Khan

Kobolde, Elfen, Schmetterlinge, Insekten, Blumen u. a.; Zirkassier und Zirkassinnen, Sklaven und Diener des Khan, Favoritinnen, Haremsdamen u. a.

## Inhalt
(Die folgende Original-Handlung wird in seltenen moderneren Produktionen oft verändert.)

### Akt 1 (Szene 1): eine gebirgige Landschaft im Kaukasus
Die schöne Quellnymphe Naïla lebt in einer unberührten Landschaft im Gebirge, umgeben von Naturgeistern, Schmetterlingen, Blumen u. a. Als die böse Zigeunerin Morgab auftaucht und die Quelle vergiften will, wird sie daran von Djémil gehindert.
Dieser versteckt sich und schaut zu, als eine Karawane mit der schönen Nouredda vorbeikommt, die mit ihrem Bruder und einem großen Gefolge als Braut zum Khan von Ghendidjib reist. Nouredda sieht eine wunderschöne Blume auf einem gefährlichen Felsvorsprung und möchte sie haben. Aber niemand ist bereit das Risiko einzugehen, bis Djémil auf den Felsen klettert und ihr die Blume bringt. Der junge Mann möchte als einzige Belohnung Noureddas Gesicht sehen und ist dabei so dreist, ihren Schleier zu lüften. Noureddas Bruder ist darüber so empört, dass er Djémil fesseln lässt, um ihn einem einsamen Tod in der Wildnis zu überlassen.
Die Quelle und Naïla befreien jedoch Djémil und die Nymphe gewährt ihm einen Wunsch. Der junge Mann möchte Nouredda wiedersehen.

### Akt 2 (Szene 2): der Palast des Khan
Nouredda ist im Harem des Khans und wird von anderen Frauen aus dessen Harem mit Tänzen unterhalten. Djémil erscheint in Verkleidung und bittet Nouredda, sich aus einer Truhe ein Geschenk auszusuchen. Sie erblickt die (oder eine?) wunderschöne Blume, die sie im Gebirge gesehen hatte, doch Djémil erklärt ihr, dass es eine Zauberblume sei und dass er sie ihr nicht geben dürfe. Dann nimmt er die Blume und wirft sie in einen Berg Laub – Naïla erscheint! Der Khan ist so von ihr hingerissen, dass er sie zur Frau begehrt. Doch die Quellnymphe stimmt nur unter der Bedingung zu, dass sie seine einzige Ehefrau sei. Der Khan stimmt zu und Nouredda muss den Palast mit Morgab verlassen.

### Akt 3,1 (Szene 3): das Zelt der Morgab
Nouredda und Morgab werden in deren Zelt von Djémil überrascht, der Nouredda Vorwürfe macht, weil sie seine Liebe nicht erwidere. In einer Vision erscheint die traurige Naïla. Noureddas Bruder und seine Männer treten auf und wollen Djémil und Nouredda trennen. Doch die Zauberblume lässt die Männer erstarren und das Paar kann fliehen.

### Akt 3,2 (Szene 4)
Naïla geht es sehr schlecht, sie ist unglücklich und ihre Quelle kurz vor dem Versiegen. Sie lässt Djémil und Nouredda erscheinen und sagt ihm, dass Nouredda keine wahre Liebe für ihn empfinde. Djémil ist nicht überrascht und erwidert, dass Naïla aber die Macht habe, das mithilfe ihrer Zauberblume zu ändern. Die Quellnymphe antwortet ihm, dass sie dann selber sterben müsse. Am Ende opfert sie sich für Djémils Glück.

## Aufnahmen

### CD
- Léo Delibes und Léon Minkus: La Source (als Teil der CD-Box: Delibes: The Three Ballets – Coppélia, Sylvia, La Source), mit dem Orchestra of the Royal Opera House, Covent Garden, Dirigent: Richard Bonynge, 1987–88 (Decca) (Gesamtaufnahme !)
- Léo Delibes: Ballet Suites (aus Sylvia, La Source und Coppélia), mit dem Royal Scottish National Orchestra, Neeme Järvi, 2019 (Chandos) (nur einige Auszüge von Delibes)